# Ernestine Anderson
Ernestine Irene Anderson (ur. 11 listopada 1928 w Houston, zm. 10 marca 2016 w Shoreline) – amerykańska wokalistka jazzowa.

## Życiorys
Urodziła się w Teksasie. W 1943 po raz pierwszy wystąpiła na koncercie w zespole Russella Jacqueta. Od 1944 mieszkała z rodzicami w Seattle. W latach 1947–1948 odbywała trasy koncertowe z big-bandem Johnny’ego Otisa. W latach 1952–1953 śpiewała w orkiestrze Lionela Hamptona. Później mieszkała w Nowym Jorku, nagrywając z różnymi wykonawcami; m.in. z Gigim Gryce’em na jego albumie Nica's Tempo w 1955. W 1956 odbyła trasę koncertową po Skandynawii z zespołem Rolfa Ericsona.
W Skandynawii nagrała swój pierwszy album Hot Cargo, który został wydany w Stanach Zjednoczonych w 1958. Magazyn „Down Beat” uznał ją za wschodzącą gwiazdę 1959. Od 1959 mieszkała w Los Angeles i nagrywała dla wytwórni Mercury Records. Od 1964 mieszkała w Londynie, a następnie w Seattle. Zrezygnowała z kariery muzycznej i pracowała m.in. jako pokojówka w hotelu.
Od 1976 znowu nagrywała, głównie dla Concord Records. Później wydawała albumy dla wytwórni Quincy’ego Jonesa Qwest. Wielokrotnie występowała na festiwalu jazowym w Monterey.
Była czterokrotnie nominowana do nagród Grammy z kategoriach „Best Jazz Vocal Performance, Female” i „Best Jazz Vocal Performance”, za albumy:
- Never Make Your Move Too Soon (1981)
- Big City (1983)
- Now And Then (1993)
- Blues, Dues And Love News (1996)[5]

## Wybrana dyskografia
- 1958 Hot Cargo (Mercury)
- 1959 The Toast of the Nation's Critics (Mercury)
- 1960 My Kinda Swing (Mercury)
- 1960 Moanin'  (Mercury)
- 1960 The Fascinating Ernestine (Mercury)
- 1976 Hello Like Before (Concord Jazz)
- 1978 Live from Concord to London (Concord Jazz)
- 1980 Sunshine (Concord Jazz)
- 1981 Never Make Your Move Too Soon (Concord Jazz)
- 1983 Seven Stars (Concord Jazz)
- 1983 Big City (Concord Jazz)
- 1984 Three Pearls (Eastworld)
- 1985 When the Sun Goes Down (Concord Jazz)
- 1987 Be Mine Tonight (Concord Jazz)
- 1988 A Perfect Match (z George’em Shearingiem) (Concord Jazz)
- 1990 Boogie Down (Concord Jazz)
- 1991 Live at the Concord Jazz Festival Third Set (Concord Jazz)
- 1993 Now and Then (Qwest)
- 1995 Three Ladies of Jazz: Live in New York (z Diane Schuur i Dianne Reeves) (Jazz Door)
- 1996 Blues, Dues & Love News (Qwest)
- 1998 Isn't It Romantic (Koch)
- 2003 Love Makes the Changes (HighNote)
- 2009 A Song for You (HighNote)
- 2011 Nightlife Live at Dizzy's Club Coca-Cola (HighNote)
- 2015 Ernestine Anderson Swings the Penthouse (HighNote)